# Ирони (баскетбольный клуб, Ашкелон)
«Ирони Ашкелон» (ивр. עירוני אשקלון‎) — израильский профессиональный баскетбольный клуб, базирующейся в Ашкелоне на юге Израиля.
Клуб в настоящее время играет в Лигат Ха-Аль, высшем дивизионе израильского баскетбола. Команда имела успех на международном уровне, когда они дошли до четвертьфинала кубка Вызова в 2006 году. Они также выиграли в 2006 году Кубок Лиги.

## Трофеи и титулы
- Кубок Лиги (1): 2006

## Известные игроки
- Маркус Хаттен
- Андре Паттерсон
- Омар Снид
- C.J. Брутон
- Стив Баррт-младший
- Гейб Прюитт